# Piliocolobus parmentieri
Il colobo rosso del Lomami (Piliocolobus parmentieri Colyn e Verheyen, 1987) è un primate della famiglia dei Cercopitecidi diffuso in un'area molto limitata della Repubblica Democratica del Congo nord-orientale. Il suo areale è situato a sud-ovest di Kisangani, tra i fiumi Lomami e Lualaba, e si estende a sud fino ai fiumi Lutanga e Ruiki nel parco nazionale del Lomami.

## Descrizione
Il colobo rosso del Lomami è uno dei più piccoli colobi rossi dell'Africa centrale. Il manto del dorso, dal lato esterno degli arti e della parte superiore della testa è color rosso mattone, mentre la regione centrale del dorso, le spalle e il lato esterno della parte superiore delle braccia sono di colore nerastro. Gola, petto, ventre e parti interne degli arti sono biancastre. Mani e piedi sono neri. La coda è di colore rossastro alla base, ma si fa più scura procedendo verso l'estremità, ma non diviene mai nera. La parte superiore rosso mattone della testa è delimitata davanti e lateralmente da una fascia nera. La base delle orecchie è nera. La pelle glabra del viso è di colore nero, ma le labbra, il mento, la base del naso e le palpebre non sono pigmentate e appaiono di colore rosa chiaro. A differenza di altri colobi rossi dell'Africa centrale, il colobo rosso del Lomami non presenta un folto ciuffo di lunghi peli sulla sommità della testa. Il colobo rosso del Lomami si differenzia dal colobo rosso di Thollon (P. tholloni), presente nella parte centrale della Repubblica Democratica del Congo, perfino sulla sponda occidentale del Lomami, per il fatto di avere una coda più lunga. I maschi pesano all'incirca tra i 9 e i 9,2 kg, mentre le femmine hanno un peso medio che si aggira sui 7,5 kg.

## Biologia
Il colobo rosso del Lomami vive nelle foreste tropicali di pianura e si nutre di foglie, germogli, frutta, fiori, gemme e, forse, anche di semi. Non abbiamo dati sulla sua biologia riproduttiva.

## Tassonomia
Il colobo rosso del Lomami è stato descritto per la prima volta nel 1987 come membro di un complesso di specie noto collettivamente come «colobo rosso dell'Africa orientale» (P. rufomitratus). Esso è strettamente imparentato con il colobo rosso di Oustalet (P. oustaleti), diffuso nella parte settentrionale della Repubblica Democratica del Congo, tra i fiumi Congo e Ubangi.

## Conservazione
La IUCN non ha ancora preso in esame il colobo rosso del fiume Lualaba sulla sua lista rossa delle specie minacciate. Entro i confini del suo areale non vi sono aree protette.